# 조가빈
조가빈(趙家彬, 1991년 10월 11일~)은 대한민국의 가수 겸 배우이자 방송인이다. 2014년 네스티 네스티를 거쳐, 2015년 나인뮤지스의 멤버로 연예계에 데뷔하였다. 2017년 SBS TV 특집 드라마 《꿈을 드림》을 통해 배우로 데뷔하면서 활동 영역을 넓혔다.

## 학력
- 정읍남초등학교 (졸업)
- 정읍여자중학교 (졸업)
- 정읍여자고등학교 (졸업)

## 활동
2014년 9월 나인뮤지스 박경리, ZE:A 케빈과 함께 네스티네스티로 유닛 활동을 하였다. 이후 2015년 1월 22일에 나인뮤지스의 새 멤버로 합류하였다.

## 음반 외 활동 목록

### 드라마
- 2017: SBS funE 《아이돌마스터.KR - 꿈을 드림》 - 조혜주 역
- 2017: 네이버 TV캐스트 《도깨비 불》 - 공선미 역

### 예능
- 2014: tvN 《SNL 코리아》
- 2015: MBC every1 《신동엽과 총각파티》
- 2017: KBS2 《연예가중계》 - 1681회 리포터

### 뮤직비디오
- 2013: 소리 〈비키니〉